# غرفه بوسه ۲
غرفه بوسه ۲ (به انگلیسی: The Kissing Booth 2) فیلم کمدی رمانتیک نوجوانانه آمریکایی محصول سال ۲۰۲۰ به کارگردانی وینس مارچلو و فیلمنامه‌نویسی مارچلو و جی آرنولد می‌باشد و دنباله فیلم غرفه بوسه است. قسمت سوم با عنوان غرفه بوسه ۳ در سال ۲۰۲۱ عرضه شد.

## خلاصه داستان
نوآ به دانشگاهی در ایالت دیگر می‌رود. سال آخر ال، با شایعه‌‌کردن همکلاسی‌هایش مبنی بر اینکه او و نوآ در نهایت از هم جدا می‌شوند، شروع می‌شود و دوست شدن نوآ با یک دختر جذاب بریتانیایی به نام کلویی در آنجا، ترس او را بیشتر هم می‌کند.